# 산토끼와 따오기가 함께하는 창작동요제
산토끼와 따오기가 함께하는 창작동요제(창녕우포 창작동요제)는 2008년에 시작되어, 지금까지도 개최되고 있는 대한민국의 동요제이다. 창녕군에서 주최하고, KNN 부산경남방송과 판컴이 주관하는 관계로, 이틀간 음원과 악보심사를 거쳐 본선은 7월 하순경에 KNN 부산경남방송을 통해 녹화방송된다.
공식 홈페이지는 http://www.dongyoje.co.kr 로 1회~6회까지의 모든 본선곡의 악보(PDF문서) 및 음원(MP3, WAV), MR(반주)를 제공한다.

## 역대 대상 수상곡
| 회차                       | 연도   | 곡명            | 작사     | 작곡   | 노래                                                                                     |
| -------------------------- | ------ | --------------- | -------- | ------ | ---------------------------------------------------------------------------------------- |
| 제1회(창녕우포 창작동요제) | 2008년 | 비밀스런 속삭임 | 이근호   | 윤수경 | 장푸름 외 6명(용인 용마초등학교 6학년)                                                   |
| 제2회                      | 2012년 | 하늘 물         | 황베드로 | 정희선 | 김도영(부산 해원초등학교 4학년)                                                          |
| 제3회                      | 2013년 | 산토끼 달토끼   | 최은정   | 김드리 | 꿈을 그리는 소리요정(청주)                                                               |
| 제4회                      | 2014년 | 우포늪의 아침   | 이재능   | 윤학준 | 아이리스 엔젤                                                                            |
| 제5회                      | 2015년 | 숲속의 지휘자   | 권미현   | 권미현 | 송해린, 이재은                                                                           |
| 제6회                      | 2016년 | 우포늪 합창단   | 한은선   | 류정식 | 꿈이 크는 아이들 (이서연, 이규원, 이은우, 이승리, 김정민, 은혜원)                        |
| 제7회                      | 2017년 | 바스락 음악회   | 이수영   | 김푸른 | 좋은소리 중창단 (김지안, 김예린, 정주연, 전서현, 김아인, 강유진, 이영서, 최세헌, 강예림) |
| 제8회                      | 2018년 |                 |          |        |                                                                                          |
| 제9회                      | 2019년 |                 |          |        |                                                                                          |
| 제10회                     | 2021년 |                 |          |        |                                                                                          |
| 제11회                     | 2022년 |                 |          |        |                                                                                          |
| 제12회                     | 2023년 |                 |          |        |                                                                                          |
| 제13회                     | 2024년 |                 |          |        |                                                                                          |
| 제14회                     | 2025년 |                 |          |        |                                                                                          |

## 창녕우포 창작동요제 (2008)
2008년에 국민동요였던 "산토끼"노래의 발상지를 홍보하고 우포늪 따오기 복원과 제10차 람사르총회 개최를 기념하기 위해 창녕의 대표 동요제의 전신이었던 창녕우포 창작동요제를 개최하게 되었다.
창녕우포 창작동요제는 자라나는 어린이들에게 꿈과 희망을 심어주고 환경과 생명의 소중함을 일깨워 주기 위해 노력해왔다. 하지만 예선없이 곧바로 본선을 경연하는 문제가 있었으며, 주관사인 KNN측의 내부사정과 화왕산 억새 태우기사고로 인한 안전문제가 커지면서, 2008년 1회를 끝으로 2012년까지 한동안 보류되었다.
방영일 : 2008년 11월 2일 (일) 오후 12:00 [부산, 경남지역] (녹화방송, 녹화일 : 2008년 10월 26일 (일) 오후 07:00) 

장소: 창녕공설운동장

시상내용 : 

- 대상 1팀 / 환경부장관상 및 상금 500만원

- 금상 1팀 / 경상남도지사상 및 상금 300만원

- 은상 1팀 / 창녕군수상 및 상금 200만원

- 동상 2팀 / 창녕교육청 교육장상 및 100만원

- 인기상 1팀 / KNN사장상 및 상금 300만원

- 특별상 1팀 / 경상남도 교육감상 및 상금 300만원 (중복수상 가능)

- 장려상 5팀 / 창녕교육청 교육장상 및 상금 50만원 (중복수상 가능)
참가팀 : 예선에 거쳐 본선에 12곡이 오름.

| 참가번호 | 곡명                         | 작사   | 작곡   | 가창자                                        | 비고   |
| -------- | ---------------------------- | ------ | ------ | --------------------------------------------- | ------ |
| 1        | 사진찍기 놀이                | 김종영 | 박준모 | 김기은(부산 보림초등학교 5학년)               | 동상   |
| 2        | 노래숲에 오세요              | 류정식 | 류정식 | 김규리(경기 평택 소사벌초등학교 5학년)        | 동상   |
| 3        | 따오기를 기다리며            | 이수천 | 최은혜 | 서승현 외 7명(부산 남성초등학교 5학년)        | 특별상 |
| 4        | 팽이친구                     | 김영애 | 김영애 | 신보경(충북 증평초등학교 5학년)               | 장려상 |
| 5        | 쥐불놀이                     | 이혜경 | 이혜경 | 장민철(경남 거창 아림초등학교 5학년)          | 장려상 |
| 6        | 하늘을 날고 싶은 닭의 이야기 | 김재한 | 김재한 | 이소영(경기 안산 해양초등학교 4학년)          | 인기상 |
| 7        | 우포의 노래                  | 박수진 | 김애경 | 한승연 외 7명(경기 의정부 부용초등학교 6학년) | 금상   |
| 8        | 아픈건 난데                  | 김미은 | 김미은 | 박진아(서울 방일초등학교 4학년)               | 은상   |
| 9        | 가을이야기                   | 하아영 | 정희선 | 한인혜(경기 수원 소화초등학교 4학년)          | 장려상 |
| 10       | 우포늪 초록 도깨비           | 박주만 | 박주만 | 이선욱(울산 명촌초등학교 5학년)               | 장려상 |
| 11       | 비밀스런 속삭임              | 윤수경 | 이근호 | 장푸름 외 6명(경기 용인 용마초등학교 6학년)   | 대상   |
| 12       | 엄마랑 별이랑                | 한예찬 | 전선   | 이유진(서울 봉현초등학교 4학년)               | 장려상 |

## 제2~5회 산토끼와 따오기가 함께하는 창작동요제 (2012년 ~ 2015년)
창녕군에서 유명한 동요작곡가이자 현대음악의 선구자인 이일래 선생님을 추모하면서, 유아동요로 유명한 국민동요"산토끼"의 발상지를 재조명하고, 동심을 잃어가는 현실에서 어린이들에게 꿈과 희망을 심기 위해 2012년부터 현재의 이름으로 바꾸고, 전국 규모의 동요제 개최를 계획하였다.
동요음악문화의 저변확대를 목적으로 함으로써, 매년마다 어린이들의 사랑을 받고 있다.

## 제6회 산토끼와 따오기가 함께하는 창작동요제 (2016년)
2016년 7월 23일(일)에 경남 창녕 문화예술회관에서 개최되었다.
본선에 총 12곡이 올랐으며, 주관 방송사인 SBS를 통해 전국방송되었고 KNN을 통해 부산, 경남 지역에 재방송 되었다.
지역 축제로는 유일하게 창작동요제 자체를 축제화하여 창녕의 관광지를 버스로 무료로 투어할 수 있는 패키지 프로그램을 진행하였다.(2016년만 해당)
<본선 진출곡 및 수상 결과>
| 참가번호 | 곡명               | 작사   | 작곡   | 가창자                  | 비고           |
| -------- | ------------------ | ------ | ------ | ----------------------- | -------------- |
| 1        | 우포의 푸른 세상   | 조혜진 | 조혜진 | 하늘소리 중창단         | 장려상         |
| 2        | 달콤달             | 김동규 | 이명선 | 김수인                  | 장려상         |
| 3        | 아침 안개          | 한초롱 | 한초롱 | 정소선                  | 장려상         |
| 4        | 우포늪 합창단      | 한은선 | 류정식 | 꿈이 크는 아이들        | 대상, 노랫말상 |
| 5        | 싱그러운 아침      | 조혜진 | 오희섭 | 펀펀키즈                | 장려상         |
| 6        | 괜찮아 친구야      | 이세일 | 이세일 | 박재혁(전남 진도초5)    | 장려상         |
| 7        | 봄 나비 하늘 여행  | 조영모 | 이수하 | 김예린                  | 장려상         |
| 8        | 꿈꾸는 우포        | 김인숙 | 이지현 | 창녕초등학교 빛벌중창단 | 금상           |
| 9        | 꿈의 소리를 찾아서 | 염경아 | 염경아 | 러브엔젤스              | 동상           |
| 10       | 숲거미네 집        | 박윤희 | 신은상 | 황민서(서울 대모초6)    | 장려상         |
| 11       | 여행 온 달토끼     | 윤보영 | 문은정 | 정석희                  | 장려상         |
| 12       | 꿈 그리는 하늘     | 손현신 | 손현신 | 햇살나무 중창단         | 은상           |

* 본선에 오른 곡들은 독창 6곡, 중창 6곡으로 균형을 이루고 있다.

## 제7회 산토끼와 따오기가 함께하는 창작동요제 (2017년)
2017년 7월 22일(토)에 경남 창녕 문화예술회관에서 개최되었다.
본선에 총 12곡이 올랐으며, 주관 방송사인 KNN을 통해 부산, 경남 지역에만 방송되었고 케이블 채널을 통해 재방송 되었다.
<본선 진출곡 및 수상 결과>
| 참가번호 | 곡명               | 작사   | 작곡   | 가창자                                                                                        | 비고           |
| -------- | ------------------ | ------ | ------ | --------------------------------------------------------------------------------------------- | -------------- |
| 1        | 행복 말 비타민     | 고재경 | 유경수 | 김주현, 박세빈, 임연우, 김민서, 나혜경, 정이안                                                | 장려상         |
| 2        | 걸어서 만나봐요    | 오지현 | 오지현 | 하늘소리 중창단 (배주영, 김규민, 최서영, 정서희, 임하람, 허윤혁, 김태흔, 서가현, 장은서)      | 장려상         |
| 3        | 산토끼야 따오기야  | 정홍근 | 정홍근 | 해피키즈 중창단 (박정아, 김나윤, 고명서, 장우서, 김나은, 김나림, 장우령)                      | 장려상         |
| 4        | 내게 오는 봄       | 박정순 | 박정순 | 김도연                                                                                        | 장려상         |
| 5        | 우포의 초록빛 향기 | 한은선 | 최유경 | 은가비 중창단 (기민선, 송인경, 장서진, 한지민, 김보민, 강혜림, 김한비, 예리안)                | 은상, 노랫말상 |
| 6        | 우포늪 친구들      | 이세일 | 이세일 | 서영준(제주 도남초3), 서수지(제주 도남초4)                                                    | 장려상         |
| 7        | 바스락 음악회      | 이수영 | 김푸른 | 좋은소리 중창단 (김지안, 김예린, 정주연, 전서현, 김아인, 강유진, 이영서, 최세헌, 강예림)      | 대상           |
| 8        | 따오기 탈춤        | 정애나 | 안진현 | 이재원                                                                                        | 동상           |
| 9        | 무지개 세상        | 황다영 | 이지현 | 창녕이방초 노래토끼 (장준원, 석현제, 원창섭, 허수현, 조서빈, 문예님)                          | 인기상         |
| 10       | 꿈을 심어요        | 염경아 | 염경아 | 러브엔젤스 (원지한, 김소연, 이나은, 김나연, 김연진, 이시현, 강효빈, 이유신, 길지예)           | 금상           |
| 11       | 마법 지우개        | 최은정 | 김세은 | 꿈을 그리는 소리요정 (권민서, 최지우, 박세연, 조채원, 이윤희, 박서진, 김지원, 이서현, 유하린) | 장려상         |
| 12       | 참새 쫑쫑          | 이명선 | 이명선 | 태랑예쁜그림 (김예준, 윤지수, 이은채, 이희찬, 정선아, 정하윤, 조혜현, 황래경)                 | 수상 제외      |

* 이런 경우가 거의 없는데, 참가번호 12번 참새 쫑쫑(이명선 작사, 곡)은 본선 녹화 당시 정상적으로 공연했으나 어떤 이유에선지 수상에서 제외가 되었다.
*최근 창작동요제의 경향을 보여주듯 본선곡이 중창 10곡, 독창2곡으로 균형을 이루지 못하고 있다.

## 제9회 산토끼와 따오기가 함께하는 창작동요제 (2019년)
2019년 7월 27일(토)에 경남 창녕 문화예술회관에서 개최되었다.
본선에 총 12곡이 올랐으며, 주관 방송사인 KNN과 각 지역 방송사를 통해 전국적으로 방송이 되었다.
<본선 진출곡 및 수상 결과>
| 참가번호 | 곡명                   | 작사   | 작곡   | 가창자                                                                                  | 비고             |
| -------- | ---------------------- | ------ | ------ | --------------------------------------------------------------------------------------- | ---------------- |
| 1        | 비온다 비              | 한경아 | 김푸른 | 노래하는 아이들                                                                         | 장려상           |
| 2        | 우포의 하늘은          | 박은주 | 석광희 | 푸른소리중창단                                                                          | 장려상           |
| 3        | 우포에서               | 성완   | 이지현 | 서지원                                                                                  | 장려상           |
| 4        | 감사해                 | 한초롱 | 윤학준 | 이은지                                                                                  | 장려상           |
| 5        | 꽃마을 여행            | 한은선 | 조오령 | 위드엔젤스                                                                              | 대상             |
| 6        | 할아버지 작은 연못     | 박미옥 | 오지현 | 김예담                                                                                  | 장려상, 노랫말상 |
| 7        | 철새랑 텃새랑          | 오현민 | 오현민 | 하늘소리중창단                                                                          | 장려상           |
| 8        | 우포늪 탐험대          | 이세일 | 이세일 | 맑은소리중창단 (곽미서, 김나경, 김민재, 김민서, 김소은, 이유준, 이태구, 김예진, 최어진) | 은상             |
| 9        | 우포늪 오케스트라      | 염경아 | 염경아 | 러브엔젤스                                                                              | 금상             |
| 10       | 람사르습지 우포늪      | 김정녀 | 김정녀 | 은가비중창단                                                                            | 동상             |
| 11       | 꽃이 되고 싶은 별      | 박윤희 | 박정순 | 박정우                                                                                  | 장려상           |
| 12       | 귀여운 아기새 논병아리 | 박선주 | 백은정 | 강유경                                                                                  | 장려상           |

*  중창 7곡, 독창5곡으로 어느 정도 균형을 이루고 있다.

## 같이 보기
창녕군 

KNN 

산토끼

우포늪
따오기